# انستی، لسترشر
انستی، لسترشر (به انگلیسی: Anstey, Leicestershire) یک روستا و محله مدنی در بریتانیا است که در چارنوود واقع شده‌است. انستی ۶٬۵۲۸ نفر جمعیت دارد.